# Dirk Scheringa
Dirk Scheringa (Grijpskerk, 21 settembre 1950) è un imprenditore, dirigente sportivo ed ex politico olandese, proprietario e fondatore del gruppo bancario olandese DSB Bank. Inoltre era presidente della società calcistica olandese AZ Alkmaar..
È direttore del Basel art museum situato nei Paesi Bassi.

## Biografia
Scheringa è nato a Grijpskerk (Groningen) e ha frequentato la scuola secondaria a Wolvega. Ha iniziato la sua vita lavorativa con la polizia nazionale, ma si è dimesso per fondare la "Buro Frisia" con sua moglie Baukje Scheringa-de Vries nel 1975. Dal 1976 al 1979 è stato consigliere comunale del comune di Opmeer per il CDA. Con Buro Frisia, Scheringa aveva trasformato il suo hobby di dare consigli finanziari a familiari, amici e colleghi nel suo lavoro. Attraverso l'espansione e l'acquisizione di concorrenti, Buro Frisia è cresciuta fino a diventare il gruppo DSB operativo a livello nazionale. All'inizio del 2006 il gruppo DSB ha ottenuto i diritti bancari ufficiali, dopodiché la ragione sociale è stata modificata in DSB Bank. Più di 100 nomi commerciali sono caduti sotto questa banca.

## Sport e arte
Nel 2005, Scheringa è diventato il proprietario della squadra di calcio dell'AZ e dal 1993 al 2009 è stato presidente di questa squadra di calcio professionistica. Inoltre, ha sponsorizzato una squadra di maratona e una squadra di pattinaggio di velocità su pista lunga (la squadra di pattinaggio di velocità DSB) attraverso la DSB Bank. Scheringa prese anche l'iniziativa per il Museo del Realismo Scheringa a Spanbroek, che ospitava la sua collezione di dipinti realistici magici di Carel Willink, tra gli altri.

## DSB Bank
All'inizio del 2009, DSB Bank è stata screditata dopo che i clienti si sono trovati nei guai perché improvvisamente hanno dovuto rimborsare importi molto più alti del previsto per il loro mutuo ipotecario da DSB Bank. Avevano spesso messo in atto attività rischiose, le cosiddette "politiche dell'usura". DSB Bank è stata multata per non aver fornito ai suoi clienti informazioni sufficienti in merito. Nell'ottobre 2009, DSB Bank ha avuto gravi problemi dopo che Pieter Lakeman della Stichting Hypotheekleed ha invitato i risparmiatori della DSB Bank a ritirare il denaro dai loro conti. Si è verificata una corsa agli sportelli, a seguito della quale DSB Bank ha avuto gravi problemi di liquidità ed è stata posta sotto la tutela della Banca centrale olandese. Il 19 ottobre il tribunale distrettuale di Amsterdam ha dichiarato il fallimento di DSB Bank.
Solo nel dicembre 2021 il fallimento di DSB Bank è stato completato. Dopo la vendita degli ultimi attivi di DSB Bank, tutti i creditori sono stati pagati. Solo gli interessi sui debiti non potevano essere rimborsati integralmente. 

## Curiosità
- DSB è l'acronimo di Dirk Scheringa Beheer.